# 미무카와 나이스 트라이
〈미무카와 나이스 트라이〉(일본어: み む かゥ わ ナ イ ス ト ラ イ)는 보컬로이드 프로듀서(보카로P)인 누누누누누누누누누누누누누누누누가 작사, 작곡한 노래이다. 2024년 12월 6일에 유튜브와 니코니코 동화를 통해 공개되었고, 4일 후인 2024년 12월 10일에 발매되었다. 보컬 음성은 보컬로이드인 하츠네 미쿠의 보컬을 사용하였다. 코러스는 즌다몬과 시코쿠 메탄이 맡았다. 또한, 빌보드 재팬 니코니코 보컬로이드 송 톱 20에서 최고 2위를 차지하였고, 2025년 상반기 빌보드 재팬 니코니코 보컬로이드 송 톱 20에서 4위를 차지하였다.

## 배경
뮤직 비디오는 2024년 12월 6일에 공개되었고, 12월 10일에는 스트리밍 서비스로 발매되었다. 

## 반응

### 니코니코 동화
니코니코 동화에 업로드된 뮤직 비디오는 2024년 12월 12일, 6일 만에 10만 재생수를 기록하여 VOCALOID 전당입성에 달성하였고, 2025년 2월 20일에는 100만 재생수를 기록하여 VOCALOID 전설입성에 달성하였다. 

### 유튜브
유튜브에 업로드된 뮤직 비디오는 2024년 12월 9일, 3일 만에 조회수 100만 회를 돌파하였으며, 누누누누누누누누누누누누누누누누는 SNS를 통해 조회수 100만 회 달성 일러스트를 게시하였다. 이로부터 14일 후인 2024년 12월 23일에는 조회수 1,000만 회를 돌파하였다. 2025년 5월에는 조회수 5,000만 회를 돌파하였다. 

## 차트 기록

### 주간 차트
| 차트                                       | 최고 순위 |
| ------------------------------------------ | --------- |
| 니코니코 보컬로이드 송 톱 20 (빌보드 재팬) | 2         |

### 반년 차트
| 차트                                                 | 순위 |
| ---------------------------------------------------- | ---- |
| 니코니코 보컬로이드 송 톱 20 반년 차트 (빌보드 재팬) | 4    |

## 발매
| 지역    | 날짜             | 형식                   |
| ------- | ---------------- | ---------------------- |
| 전 세계 | 2024년 12월 10일 | 음악 다운로드 스트리밍 |